# Козлов, Пётр Алексеевич (учёный)
Пётр Алексеевич Козло́в (род. 23 февраля 1944 года, село Посевкино, Грибановский район, Воронежская область) — советский российский учёный, преподаватель высшей школы. Доктор технических наук (1989).

## Образование и научная деятельность
Окончил Орловский техникум железнодорожного транспорта в 1962 году по специальности техник-электрик.
В 1967 году окончил Московский институт инженеров железнодорожного транспорта по специальности инженер путей сообщения.
В 1976 году защитил кандидатскую диссертацию на тему «Исследование вопросов формирования рациональной структуры и организации работы транспорта металлургических промышленных районов».
Автор более 400 печатных работ, в том числе 2 монографий.
Разработал и внедрил в производство:
- метод автоматизированного расчета сортировочных станций на Свердловской железной дороге, позволяющий быстрее и точнее рассчитывать рациональную структуру и параметры станций
- имитационную систему ИСТРА для моделирования систем железнодорожного и автомобильного транспорта, использованную при выборе рационального варианта развития транспорта при реконструкции Магнитогорского металлургического завода и Уралмашзавода
- первый в отечественной и европейской науке класс динамических потоковых моделей под общим названием «Динамическая транспортная задача с задержками». Дальнейшим развитием этого направления явился метод динамического согласования (МДС), на базе которого разработана и передана в Госплан СССР автоматизированная система планирования доставки угля металлургическим заводам.
- систему макромоделирования транспортных узлов и полигонов «Иметра»[2], которая утверждена в ОАО «РЖД».

Действительный член Академии транспорта РФ (1994), член-корреспондент Российской и Международной инженерных академий (1992).

## Карьера
С 1987 по 1998 год — заведующий кафедрой управления эксплуатационной работой в УрГУПС. Параллельно — генеральный директор Уральской транспортной компании.
В 1990 году работал профессором в Уральском электромеханическом институте инженеров транспорта.
С 1998 года — директор Всероссийского НИПИ информатизации, автоматизации и связи.
С 2003 года — генеральный директор ЗАО «Аналитические и управляющие системы на транспорте „Транспортный алгоритм“».
Президент ООО НПХ Холдинг «СТРАТЕГ», руководитель рабочей группы «Имитационная экспертиза проектов развития транспортной инфраструктуры».

## Награды и звания
- Лауреат Государственной премии РФ (2003)